# Victorina Durán
Victorina Durán Cebrián (Madri, 12 de novembro de 1899-Madri, 10 de dezembro de 1993) foi uma cenógrafa e estilista espanhola, catedrática de Indumentária e Cenografia do Conservatório Nacional, pintora vanguardista associada ao surrealismo dos anos vinte e trinta. Depois de seu exílio na Argentina chegou a ser diretora do Teatro Colón de Buenos Aires.

## Biografia
Nascida numa família burguesa, tradicionalista e culta (proprietários da assinatura número 1 dos benfeitores do Teatro Real), Victorina foi filha de uma bailarina de Teatro Real e de um militar de profissão. Ao ter seu desejo de ser atriz recusado pela família, consolou-se em estudar desenho e pintura. Paradoxalmente, isso a levou a conhecer e ficar íntima de personagens como Salvador Dalí, Remédios Varo, Maruja Mallo e Rosa Chacel. Assim, depois de completar seus estudos na Real Academia de Belas Artes de San Fernando de Madri entre 1917 e 1926, ganhou em 1929 a cátedra de Indumentária e Arte Cênica, sendo a primeira espanhola a obter esse posto.
Antes de assumir o cargo, Durán destacou-se como artista da técnica do batik no VIII Salão de Humoristas em 1922 e participou da delegação espanhola da Grande Exposição de Artes Decorativas de Paris de 1925. Um ano depois fez parte do grupo de mulheres intelectuais e artistas reunido por María de Maeztu para fundar o Lyceum Clube (em cujo contexto foi peça chave no desenvolvimento do Círculo Sáfico de Madri).
Além disso, trabalhou com Cipriano Rivas Cheriff na criação do TEA (Teatro Escola de Arte) de Madri,[1] e produziu trajes e cenários para as companhias de Margarita Xirgu, Federico García Lorca e Irene López de Heredia. Também fez ambientações e decorações para vários filmes espanhóis da época.
Como decoradora e cenógrafa, na década de 1930, Victorina se libertou do "arqueologismo da escola naturalista", criando uma inovadora mistura de "vanguardia e costume popular". Escreveu a respeito de suas renovadoras ideias estéticas numa série de artigos publicados nos diários A Voz e A Liberdade, entre 1935 e 1936, sob o título genérico de Cenografia e vestuário.
Após a explosão da guerra civil espanhola, acompanhou Margarita Xirgu, em 1937, em seu exílio americano e fixou residência na Argentina. Nesse país, desempenhou de forma simultânea o cargo de diretora artística dos teatros Colón e Cervantes.
Em colaboração com Susana Aquino, incentivou a criação de La Cuarta Carabela, Agrupación Hispánica de Siete Artes, Grupo Teatro Indígena, e colaborou como figurinista com a coreógrafa Mercedes Quintana.
Como pintora, expôs em países como Uruguai, Brasil, Chile, Alemanha, França, entre outros.
Rompeu seu exílio em 1949 para colaborar com Dalí em Dom Juan Tenorio dirigido por Luis Escobar Kirkpatrick no Teatro Nacional de Espanha. A partir de então, viaja com frequência a Europa (em especial a Paris e Madri).
Na década de 1980, instalou-se de forma definitiva na capital da Espanha, onde faleceu aos 94 anos.
Em seu epígrafe figura a seguinte frase : «Não sei se terei deixado de amar por ter morrido ou terei morrido por ter deixado de amar».
Em suas memórias, deixou expressada sua "apaixonada militância pelo lesbianismo no contexto de uma Espanha rançosa e intolerante".

## Reconhecimentos
A vida e obra de Victorina Durán têm sido motivo de estudo. Na Universidade de Sevilla, em 2018, Eva María Moreno Lago apresentou a tese de doutorado Victorina Durán escritora y artista del teatro de vanguardia.
Em julho de 2018, a associação “Herstóricas. Historia, Mujeres y Género” e o coletivo “Autoras de Cómic” criaram um projeto de caráter cultural e educativo para visibilizar a contribuição histórica das mulheres na sociedade e refletir sobre sua ausência. O projeto consistia em um jogo de cartas, em que uma delas é dedicada a Durán.
Em fevereiro de 2020, apresentou-se a produção teatral do Centro Dramático Nacional Elena Fortún, escrita e dirigida por María Folguera, na qual Victorina Durán apareceu como personagem secundária em cenas ambientadas no Lyceum Clube, como momentos-chave para a construção como autora de Fortún. A atriz Ana Maio interpretou Victorina.